# 89. nordlige breddekreds
Den 89. nordlige breddekreds (eller 89 grader nordlig bredde) er en breddekreds, der ligger 89 grader nord for ækvator. Den løber gennem Ishavet.